# Lamnso
Das Lamnso (Eigenbezeichnung Lamnsɔ’) ist die Sprache des Nso-Volkes aus Kamerun.
Einige wenige leben auch in Nigeria. Lamnso ist eine Grasland-Sprache mit zehn Hauptnominalklassen. Der ISO 639-3 code ist lns. Diese Sprache wird noch von über 100.000 Personen gesprochen.

## Phrasen
- Beri wo: Danke
- Wikijung: Du bist willkommen.
- A saka: Wie Gehts?
- Saka yo dzə: Nichts Neues, oder M bo sa: Gut
- Ira nia: Guten Morgen.
- A saka mbuni?: Wie war dein Schlaf?
- Aresi nia: Guten Nachmittag.
- E ginia: Guten Abend.
- Buni kijung: Schlaf gut.
- A ber ni kibveshi: Bis morgen.
- Jemse jungsi: Süße.
- Wuna wosa: Dir auch.
- Nyuy servi wo: Gott segne dich.
- Vishi vejungvi: Viel Glück.
- Ghan kijung. Safe journey.
- Fo mo: Gib mir.
- A du fe?: Wo gehen Sie hin?
- Yir yee dzə la?: Wie heißen Sie?
- Yir yem dzə Luckong: Meine Name ist Luckong´.
- A dzə wan la?: Zu welchen Eltern gehören Sie?
- M dzə wan Emma: Ich bin das Kind von Emma.
- Fon Nso dze la?: Wie heißt das traditionelle Nso-Oberhaupt?
- Jing yar mo: Ich bin hungrig.
- Ki loung ki yum mo: Ich bin durstig.
- M kong wo: Ich liebe dich.

## Tierbezeichnungen
- baar: Leopard
- jwi: Hund
- kan: Affe
- kitam: Elefant
- mbvèreh: Löwe
- shishuuiy: Duica
- bvey: Geiß

## Nomen
- shuy: Sonne
- midzev: Wasser
- ngwa: Buch
- narnar: Ananas
- wunlav: Haus
- kitukelav: Kamin
- nsarlav: Boden
- shulav: Tür
- nta: Stuhl
- gham: Vorleger
- ton: Kochtopf
- lang: Platte
- bar: Glas

## Adjektive
- lum: heiß
- rə: kalt

## Bibliografie
- McGarrity, Laura and Botne, Robert (2001). Between Agreement and Case Marking in Lamnso (PDF; 520 kB). IUWPL 3: Explorations in African Linguistics: From Lamnso' to Sesotho (2001), edited by Robert Botne and Rose Vondrasek, S. 53–70. Bloomington, IN: Noun classes and categorization: Proceedings of a symposium on categorization and noun classification, Eugene, Oregon, October 1983. Amsterdam: J. Benjamins.